# 女子力男子
女子力男子（じょしりょくだんし）とは、美容やファッションに敏感、家事が得意など、一般的に女性が関心を持っているとされる分野において、優れた能力や高いモチベーションを持つ男性。そうした能力やモチベーションを「女子力」と呼ぶことが2009年に流行語となったことで、副次的に生じた造語。
「女子力男子」という用語は、若者をターゲットにしたマーケティングの仕事をしている博報堂の原田曜平が2014年12月に出版した本で世の中に広まった。

## 歴史
2009年には女子力と草食男子が流行語となり、2013年には日傘男子が流行語候補となった。また2010年代初期には美白男子の急増が報告されたほか、スキンケアを行う男性も増えていたとされる。
2014年頃にはスキンケアを行い化粧ポーチを持ち歩くなどの若者男子の女子力の増加が確認され話題となった。
2014年8月には女性週刊誌の女性自身により元フィギュアスケート選手 織田信成の乙女化が報道された。
その数ヵ月後の2014年12月に若者のリサーチを行っていた博報堂の原田曜平が女子力の高い男子をまとめた『女子力男子～女子力を身につけた男子が新しい市場を創り出す』を出版し、この本により女子力男子という語が広まっていった。翌2015年には電通子会社のビデオリサーチも女子力男子に言及し、女子力という意識があるかは別としてスキンケアを行い時間をかけて料理を作る女子力の高い若者男子の増加を確認した。
2016年にはマクロミルも自社のインターネット調査で女子力男子の認知度が高く身近にいるとの調査結果を報告した。
なお、原田はシンガポールや中国などアジア諸国で女子力男子が増えていて、多様性が認められるようになってきていると指摘。女子力男子をターゲットにした化粧品、お菓子、飲料などの市場も拡大しているという。 

## 女子力男子の種類
原田曜平の著書によれば、女子力男子には以下のような種類がいるとされる。
- ビューティ男子
- ぶりっこ男子
- パティシエ男子
- スイーツ男子
- おかん男子

## 関連作品

### 書籍
- 原田曜平『女子力男子～女子力を身につけた男子が新しい市場を創り出す』2014年

### 漫画
- 相舞みー『女子力高めな獅子原くん』 2019年-